# Statul Ekiti
Ekiti este un stat  în Nigeria. Reședința sa este orașul Ado-Ekiti.